# Liste der Monuments historiques in Saclas
Die Liste der Monuments historiques in Saclas führt die Monuments historiques in der französischen Gemeinde Saclas auf.

## Liste der Bauwerke
| Bezeichnung       | Beschreibung | Standort                                 | Kennzeichnung | Schutzstatus | Datum | Bild |
| ----------------- | ------------ | ---------------------------------------- | ------------- | ------------ | ----- | ---- |
| Grenzstein        |              | La Pièce de la Borne à la Calande (Lage) | PA00087993    | Classé       | 1920  |      |
| Kirche St-Germain |              | (Lage)                                   | PA00087994    | Inscrit      | 1947  |      |

## Liste der Objekte
- Monuments historiques (Objekte) in Saclas der Base Palissy des französischen Kultusministeriums